# Geraldine McEwan
Geraldine McEwan, geboren als Geraldine McKeown (Old Windsor, 9 mei 1932 - Hammersmith en Fulham, 30 januari 2015), was een Engels actrice. Ze won in 1991 de BAFTA TV Award voor beste actrice voor haar hoofdrol in de miniserie Oranges Are Not the Only Fruit. McEwan maakte in 1953 haar acteerdebuut in de filmkomedie There Was a Young Lady. Tijdens haar carrière was ze onder meer een van de wederkerende vertolksters van amateurdetective Miss Marple.

## Filmografie
*Exclusief vier televisiefilms
| - The Secret World of Arrietty (2010, stem Engelstalige versie) - The Curse of the Were-Rabbit (2005, stem) - The Lazarus Child (2005) - Vanity Fair (2004) - Pure (2002) - The Magdalene Sisters (2002) - Food of Love (2002) - Contaminated Man (2000) - Love's Labour's Lost (2000) - Titus (1999) | - The Love Letter (1999) - Robin Hood: Prince of Thieves (1991) - Henry V (1989) - Foreign Body (1986) - Escape from the Dark (1976) - The Bawdy Adventures of Tom Jones (1976) - The Dance of Death (1969) - No Kidding (1961) - There Was a Young Lady (1953) |

## Televisieseries
*Exclusief eenmalige verschijningen
- Agatha Christie's Marple - Miss Marple (2004-2007, twaalf afleveringen)
- Mulberry - Miss Farnaby (1992-1993, dertien afleveringen)
- Oranges Are Not the Only Fruit - Moeder (1990, miniserie - drie afleveringen)
- Mapp & Lucia - Emmeline 'Lucia' Lucas (1985-1986, tien afleveringen)
- The Barchester Chronicles - Mrs. Proudie (1982, miniserie - vijf afleveringen)
- The Prime of Miss Jean Brodie - Jean Brodie (1978, zeven afleveringen)
- Late Night Theatre - Verschillende (1973-1974, twee afleveringen)
- ITV Saturday Night Theatre - Verschillende (1971-1973, drie afleveringen)
- BBC Play of the Month - Verschillende (1970-1972, drie afleveringen)
- Thirty-Minute Theatre - Verschillende (1968-1972, twee afleveringen)
- Jackanory - Vertelster (1967-1971, elf afleveringen)
- ITV Play of the Week - Verschillende (1958-1960, drie afleveringen)
- Crime on Our Hands - Kay Martin (1954, zes afleveringen)

## Privé
McEwan trouwde in 1953 met Hugh Cruttwell, een voormalig rector aan de Royal Academy of Dramatic Art. Ze bleef samen met hem tot zijn overlijden in 2002. Samen kregen ze dochter Claudia en zoon Greg. Die laatste speelde bijrollen in onder meer George of the Jungle en 2 Days in the Valley en bracht in 2001 de lowbudgetfilm Chunky Monkey uit, die hij zowel schreef als regisseerde.
- Bibsys: 5007924
- Biblioteca Nacional de España: XX1662853
- Bibliothèque nationale de France: cb14071191t (data)
- Gemeinsame Normdatei: 172492351
- International Standard Name Identifier: 0000 0001 1473 2032
- Library of Congress Control Number: n88028190
- MusicBrainz: 860de2b6-8ae8-4307-8e5c-731dd3b65a89
- Nationale Bibliotheek van Tsjechië: pna2009482650
- Nationale bibliotheek van Australië: 36528366
- Nationale Bibliotheek van Israël: 987007446918905171
- Nationale Bibliotheek van Polen: a0000002452445
- Nederlandse Thesaurus van Auteursnamen: 074808176
- Système universitaire de documentation: 059785241
- Trove: 1274346
- Virtual International Authority File: 58156608
- WorldCat: E39PBJwhwDbcKfH8vjgJxvVV4q